# Concerto per pianoforte e orchestra n. 3 (Rachmaninov)
Il concerto per pianoforte e orchestra n. 3 in re minore, op. 30, composto da Sergej Vasil'evič Rachmaninov nel 1909, è una delle pagine più conosciute del repertorio per pianoforte e orchestra. È noto presso il grande pubblico anche come Rach 3: questa dicitura è divenuta popolare dopo il successo del film Shine del 1996.
Concerto d'impostazione tardo-romantica, dalle affascinanti melodie, magniloquente nell'espressione, deve una parte della sua fama alla sua grande difficoltà esecutiva, poiché richiede al solista una solidissima tecnica virtuosistica e molta resistenza. Infatti, sebbene i singoli episodi pianistici, pur mediamente molto impegnativi sulla scia del virtuosismo trascendentale tardo-ottocentesco d'ispirazione lisztiana, non raggiungano singole vette d'insostenibile difficoltà tecnica, la loro somma nell'insieme, la costante e quasi ininterrotta presenza del pianoforte, la sua spiccata evidenza rispetto alla tessitura orchestrale e la notevole lunghezza ne fanno nel complesso uno dei più impegnativi concerti dell'intero repertorio pianistico; probabilmente il più difficile del repertorio correntemente eseguito, assieme al celebre concerto n. 2 di Johannes Brahms e al concerto n. 2 di Sergej Prokof'ev.
Il concerto n. 3 è quindi sia un usuale e agognato banco di prova dei giovani aspiranti virtuosi, sia un cavallo di battaglia di affermatissimi pianisti del passato e del presente, uno su tutti, Vladimir Horowitz, che ne sancì la fama negli anni trenta. È uno dei brani che vantano il maggior numero di incisioni discografiche in assoluto. Per contro, non è mai entrato nel repertorio di altri grandi pianisti del XX secolo, che pure suonarono altri concerti di Rachmaninov (per esempio, Svjatoslav Richter, Alfred Brendel, Krystian Zimerman, Arturo Benedetti Michelangeli e altri).

## Storia della composizione
Rachmaninov scrisse il suo terzo concerto nell'ambiente tranquillo della tenuta di campagna della sua famiglia, Ivanovka, per tentare di rinnovare il successo del precedente concerto, in vista di un'imminente tournée negli Stati Uniti, da cui si aspettava onori e guadagni. Il suo scopo era mostrare in maniera netta il suo talento non solo come compositore, ma anche come pianista, scrivendo un concerto sulla scia della grande tradizione dei pianisti-compositori del recente passato. Contemporanee a questa composizione sono la sonata per pianoforte n. 1 e il poema sinfonico L'isola dei morti. Il concerto fu completato il 23 settembre 1909; per il poco tempo a disposizione, Rachmaninov non poté esercitarsi a fondo sul pezzo mentre era in Russia e usò quindi una tastiera muta che si portò con sé sulla nave verso gli Stati Uniti.
Il concerto fu eseguito per la prima volta, con solista il compositore stesso, dalla New York Symphony Orchestra diretta da Walter Damrosch, il 28 novembre 1909, al New Theater (più tardi rinominato Century Theater) di New York. L'accoglienza fu buona, ma non trionfale. La seconda esecuzione ebbe luogo qualche settimana più tardi con l'ormai malato Gustav Mahler alla bacchetta, un'esperienza che Rachmaninov apprezzò molto grazie all'accuratissima concertazione e alla cura di ogni minimo dettaglio di Mahler, ma di cui purtroppo non resta alcuna registrazione. Il concerto fu pubblicato nel 1910. La prima esecuzione in Russia avvenne il 4 aprile 1910 e fu accolta dal favore della critica.
Il successo via via crescente dell'opera maturò nei due decenni successivi soprattutto per merito del giovane Vladimir Horowitz, che grazie al suo abbagliante virtuosismo lo impose al pubblico americano senza riserve. Nel 1942 Rachmaninov dichiarò, dopo aver assistito all'interpretazione da parte di Horowitz, "Questo è il modo in cui ho sempre sognato venisse eseguito il mio concerto, ma non mi sarei mai aspettato di ascoltarlo così in questo mondo". In ogni caso, la vigorosa ed epica esecuzione di Rachmaninov a noi giunta su disco rimane scolpita nella storia dell'interpretazione, importante testimonianza di un grande pianista-compositore alle prese con una sua stessa opera.
Il concerto è sempre stato stimato e talvolta persino temuto dalla maggior parte dei pianisti. Józef Hofmann, il celebre pianista cui è dedicato, non tentò mai di suonarlo in pubblico. Nonostante fosse uno dei maggiori virtuosi dell'epoca, è probabile che non lo ritenesse a lui congeniale. Le mani di Rachmaninov erano molto grandi e agili negli spostamenti laterali e la sua scrittura pianistica risulta assai difficile per mani piccole (come erano quelle di Hofmann), pur se educate da eccellente tecnica. Di quanto il concerto fosse stato "cucito su misura" da Rachmaninov per le proprie mani e la propria tecnica ne è prova che egli stesso dichiarò di trovarlo più facile e scorrevole del secondo concerto (che di solito è considerato meno impegnativo tecnicamente). Del terzo concerto esiste anche una versione più breve, con tagli operati dallo stesso Rachmaninov nel tentativo di renderlo più semplice, ma successivamente caduta in disuso.
Nonostante abbia sempre goduto di larga fama e innumerevoli esecuzioni e incisioni, questo concerto è diventato popolare al grande pubblico soprattutto grazie al film del 1996 Shine, che narra la toccante storia del pianista australiano David Helfgott (interpretato da Geoffrey Rush), in cui il terzo di Rachmaninov (Rach 3, come viene chiamato nel film), con la sua titanica ed emblematica difficoltà, diventa il simbolo dello sfibrante sforzo nervoso e fisico necessario a raggiungere la padronanza assoluta del pianoforte. In alcune scene del film egli studia il concerto e lo esegue in un concorso del Royal College of Music di Londra.

## Struttura della composizione
Il concerto è diviso in tre movimenti, con il secondo e terzo privi di soluzione di continuità. La sua durata media è di circa 40'.

### I - Allegro ma non troppo
Re minore, tempo ordinario
Il primo movimento si sviluppa intorno a una dolce melodia diatonica, di spiccato sapore popolare. Il compositore stesso parlò in seguito di aver tratto ispirazione da melodie del folklore russo per questo ed altri spunti dei suoi concerti. Quest'idea melodica, inizialmente sommessa, presto sale di intensità e si sviluppa in una complessa figurazione pianistica, che alterna feroci climax a interventi più controllati e lirici. La scrittura di Rachmaninov è estremamente ornata e sfrutta, per ottenere effetti drammatici, risorse tecniche quali note ribattute, arpeggi, sequenze martellate e largo uso del pedale di risonanza per ottenere sonorità gonfie e cariche, specie durante le volate cromatiche della mano sinistra. L'elaborazione tematica dei due motivi principali è minima. Il movimento raggiunge il suo momento culminante nella lunga cadenza del pianoforte, che in un certo modo conclude il movimento, in quanto dopo di essa non avviene una completa riesposizione del materiale tematico. La cadenza venne scritta da Rachmaninov in due versioni, quella regolare e quella alternativa (designata come ossia sulla partitura), che si ricongiungono nella parte conclusiva, comune a entrambe. La cadenza regolare, dal tocco leggero, ha una scrittura toccatistica e scorrevolmente rapida, mentre la cadenza alternativa, molto densa e pesante, inizialmente insiste sul registro basso dello strumento e successivamente sviluppa una notevole massa sonora nella parte centrale, costituita da un'idea melodica spezzata ritmicamente in un'alternanza di sonori accordi di otto note. La parte finale della cadenza, impetuosa e drammatica, comune a entrambe le versioni, scaricando la tensione su un ampio arpeggio di re maggiore, si stabilizza su una liquida e veloce figurazione sul registro acuto, sulla quale l'orchestra interviene brevemente con tre brevi assoli (di flauto, oboe e clarinetto), lasciando subito nuovo spazio al pianoforte solo, con uno spunto melodico suadente e lirico concluso da una lunga volatina. Un breve rientro dell'intera orchestra chiude il movimento. A proposito della cadenza, inizialmente fu eseguita più frequentemente quella regolare (per esempio da Horowitz e da Rachmaninov stesso), mentre negli ultimi decenni si è diffusa maggiormente quella alternativa, dall'impatto più massiccio ed impressionante.

### II - Intermezzo. Adagio
Fa diesis minore, re bemolle maggiore, 3/4  -  Poco più mosso: fa diesis minore, 3/8
Il secondo movimento, che inizia con un tema lirico ed appassionato della sola orchestra, è molto vario e riprende qualche spunto tematico del primo. Il pianoforte domina anche qua, inizialmente con iridescenti figurazioni cromatiche della mano sinistra che creano uno sfondo per la robusta melodia della mano destra, e successivamente con uno stretto gioco con l'orchestra in numerose variazioni ed impennate virtuosistiche che talvolta stemperano con momenti d'umorismo il tono drammatico. Verso la fine, su un tappeto pizzicato degli archi, i legni intonano una dolce melodia dal ritmo ternario. Una brusca breve cadenza del pianoforte, rinforzata da alcuni secchi accenti dell'orchestra in ripieno, conduce direttamente al terzo movimento, senza interruzione.

### III - Finale. Alla breve
Re minore, tempo ordinario  -  Scherzando: mi bemolle maggiore, 4/4  -  Tempo I. Alla breve: mi bemolle maggiore - re minore - re maggiore
Il terzo movimento è veloce e vigoroso e contiene variazioni su molti dei temi presenti nel primo movimento, che uniscono l'intero concerto ciclicamente, dandogli una certa coerenza costruttiva. La cifra virtuosistica sale ulteriormente, con velocissime note ribattute e scintillanti arpeggi nel registro alto, cui fanno seguito numerosi episodi tematici di gusto differente, compresi accenni di marcia. Nella sezione conclusiva, una serrata sequenza di pesanti e veloci ottave del pianoforte accompagna il crescendo dell'orchestra, che culmina nella grandiosa perorazione finale, in tonalità maggiore, intensamente passionale, immediatamente seguita dalle ultime battute, con lo stesso ritmo formato da quattro note del secondo concerto, che si ritiene possa essere la firma musicale di Rachmaninov.

## Discografia
La prima registrazione fu fatta nel 1930 da Vladimir Horowitz con la London Symphony Orchestra diretta da Albert Coates per l'etichetta His Master's Voice. Rachmaninov stesso incise il concerto assieme alla Philadelphia Orchestra diretta da Eugene Ormandy in due sessioni di registrazione, il 4 dicembre 1939 ed il 24 febbraio 1940.
Il concerto n. 3 vanta un numero molto elevato di incisioni. Tra i grandi pianisti del passato è opportuno ricordare, oltre a quelle di Rachmaninov e Horowitz, le registrazioni di Walter Gieseking, Jorge Bolet, Ėmil' Gilel's, Lazar Berman, Van Cliburn (che lo eseguì al concorso internazionale Čajkovskij nel 1958, vincendo il primo premio), Shura Cherkassky, Zoltán Kocsis, Alexis Weissenberg.
Tra i pianisti in attività, si ricordano le quattro incisioni di Vladimir Aškenazi, quella molto amata dal pubblico e dalla critica di Martha Argerich (coi Berliner Philharmoniker diretti da Riccardo Chailly), Earl Wild, Byron Janis, Michail Pletnëv, Grigorij Sokolov, Andrej Gavrilov e, tra le ultime generazioni, le notevoli incisioni di Arkadij Volodos' (dal vivo coi Berliner Philharmoniker diretti da James Levine), Evgenij Kissin (con Seiji Ozawa sul podio), Lilija Zilberštejn (con Claudio Abbado e i Berliner), Lang Lang, Nikolaj Luganskij, Daniil Trifonov, Boris Berezovskij, Bernd Glemser, Stephen Hough, Efim Bronfman.